# Ivan Nabergoj
Ivan Nabergoj (28. května 1835 Prosecco – 10. září 1902 Prosecco) byl rakouský politik slovinské národnosti, v 2. polovině 19. století poslanec Říšské rady a předák etnických Slovinců v oblasti Rakouského přímoří.

## Biografie
Narodil se v Proseku u Terstu. Vychodil školu a pak převzal po otci správu statku. Od 60. let se začal politicky angažovat v slovinském hnutí. Roku 1863 odeslal dopis Janezi Bleiweisovi jménem terstských Slovinců. V roce 1864 se poprvé stal starostou rodné obce a v prosinci 1865 byl zvolen i do terstského zastupitelstva, které fungoval zároveň jako Terstský zemský sněm. Zde zasedal trvale až do roku 1900. Na počátku své politické dráhy se snažil o dohodu s Italy, ale postupně se vztahy obou národností vyhrocovaly a Nabergoj byl hlavním rivalem Italů. Prosazoval administrativní oddělení okolních obcí a vytvoření samostatného okresu. Zakládal slovinské kulturní a hospodářské spolky. Od roku 1875 předsedal politickému spolku Edinost a ve funkci setrval až do roku 1891.
Zasedal i jako poslanec Říšské rady (celostátního parlamentu), kam usedl v prvních přímých volbách do Říšské rady roku 1873 za kurii městskou v Terstu, čtvrtý voličský sbor a obvod Terst. V roce 1873 se uvádí jako Johann Nabergoj, hospodář, bytem Prosecco u Terstu. V roce 1873 zastupoval v parlamentu slovanský opoziční blok. V roce 1878 se uvádí jako člen poslaneckého klubu pravého středu. V této době se původní slovinská Národní strana rozdělila. Nabergoj patřil do mladoslovinského křídla slovinské politiky, za které šel roku 1873 do voleb. Byl jedním ze čtyř mladoslovinců, kteří se dostali do Říšské rady a utvořili tu samostatný pokrokový slovinský klub (kromě něj to byli ještě Josip Vošnjak, Radoslav Razlag, Viljem Pfeifer). S nimi hlasoval za Stremayrovy náboženské zákony. V roce 1876 vstoupil do poslanecké frakce Hohenwartův klub sdružující konzervativní a federalistické politické proudy. V klubu zůstal až do roku 1893, kdy navrhl, aby slovinští a chorvatští poslanci z klubu odešli a utvořili vlastní parlamentní frakci. V parlamentu trvale obhajoval zájmy Slovinců v Přímoří, podporoval rozvoj jejich školství. Mandát v Říšské radě obhájil ve volbách roku 1879 za svůj obvod. Slib složil 14. října 1879. Uspěl tu i ve volbách roku 1885 a volbách roku 1891. Ve volbách roku 1897 ho porazil italský kandidát.
Zemřel v září 1902. Pohřben byl za velké účasti lidu.